# Свети Димитър (Драгасия)
Вижте пояснителната страница за други значения на Свети Димитър.
„Свети Димитър“ (на гръцки: Αγίου Δημητρίου) е средновековна православна църква в населишкото село Драгасия (Дислап), Егейска Македония, Гърция, част от Сисанийската и Сятищка епархия.

## Местоположение
Църквата е гробищен храм, разположен на километър западно от селото.

## История
Църквата е построена в XI век, ако се вземе като доказателство датата 1072 година, която присъства на иконата на Христос. Църквата е единствената оцеляла от 12-те средновековни църкви, съществували в района. В нея в османската епоха е работило тайно училище по време на турското робство и е имало тунел, по който жителите са бягали в планината, когато са били в опасност от набезите на турци и албанци. В църквата е запазена икона на Свети Атанасий, датираща от 1136 година.